# W82 (核砲弾)
W82はアメリカ合衆国が開発していた核砲弾。ローレンス・リバモア国立研究所で開発されていたが、開発中止となり、実用化はなされなかった。

## 概要
アメリカ陸軍の155mm榴弾砲向けのものであり、W48核砲弾の後継となるものである。W48の後継としてはW74が開発されていたが、これは核分裂兵器であり中性子弾頭への発展が困難として1973年に開発中止となっている。
W82は核融合兵器であり、203mm核砲弾であるW79を参考としていた。まず、1977年よりプライマリー部分のみを用いた純核分裂兵器と核融合物質も反応させる中性子兵器（熱核兵器）の両目的に使用可能なW82 mod0が開発を開始した。サイズは直径155mm、長さ86cm、重量は43kgを計画していた。核出力は最大でも2kt程度である。W82 mod0は1983年10月に中性子弾頭に関する政治およびコスト問題により開発中止となった。その後、純核分裂兵器としてW82 mod1の開発再開がなされたものの、冷戦の終結を受け1990年9月に開発中止された。